# Riccardi (Familie)

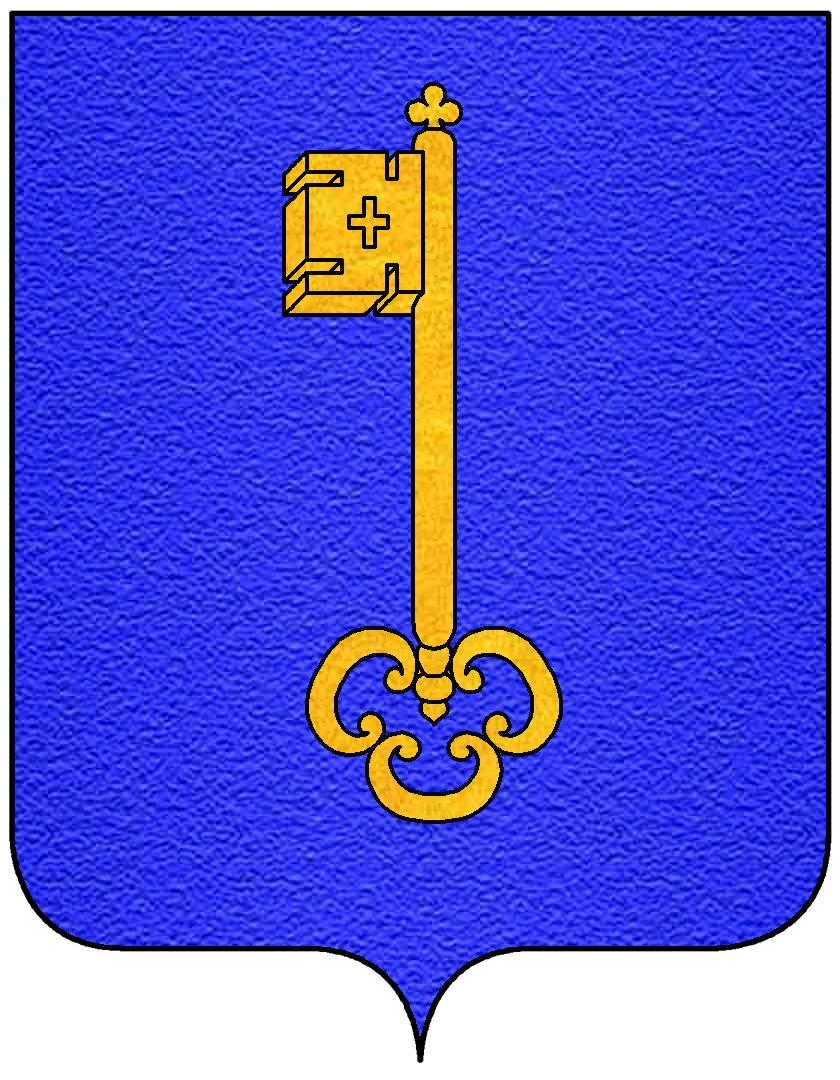
Familienwappen

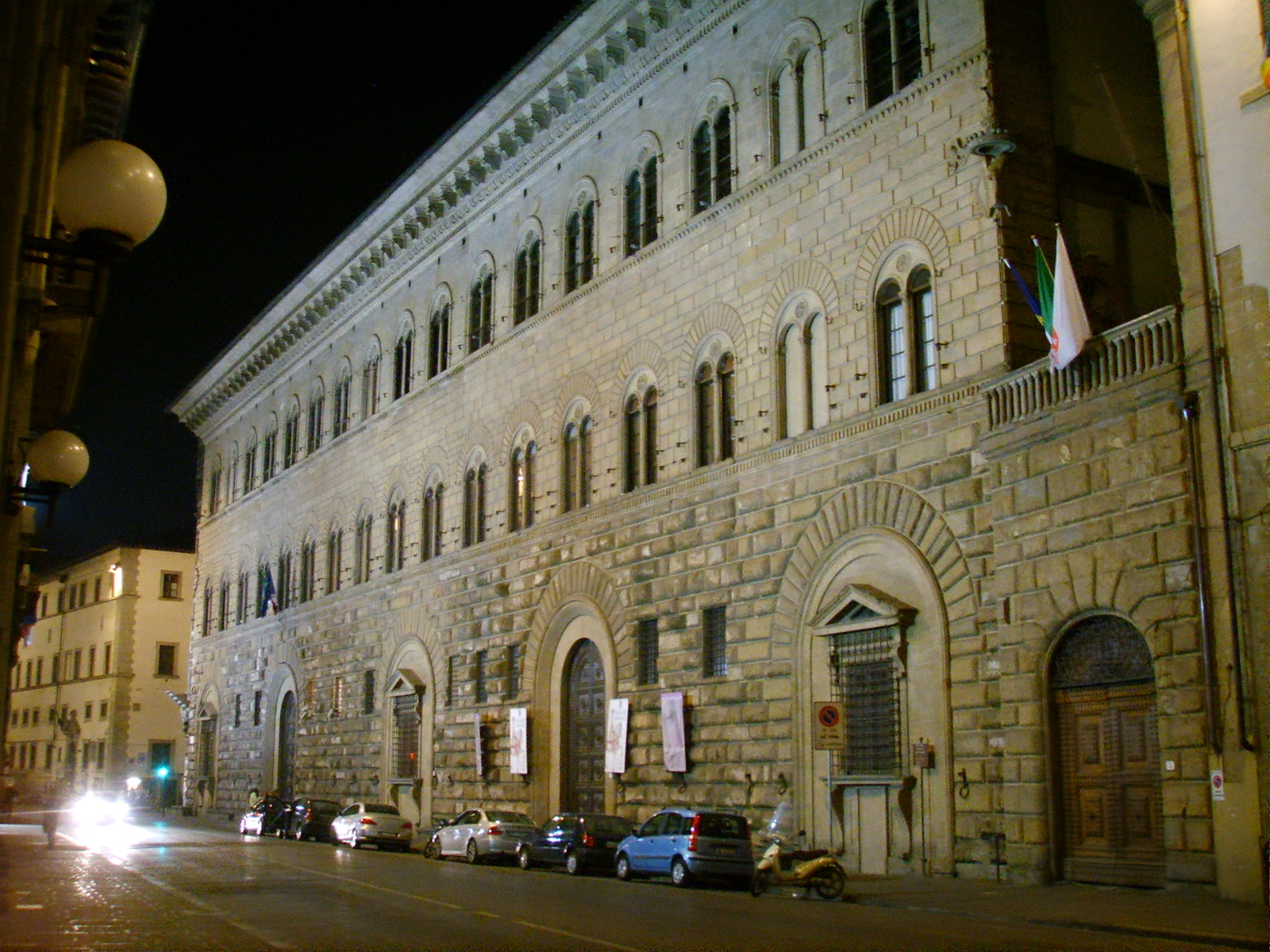
Der Palazzo Medici Riccardi in Florenz

Die Familie Riccardi war ein adliges Geschlecht deutscher Herkunft (vielleicht Rickhardt) in Florenz, die als Bankiers erfolgreich waren.

## Geschichte
Die Familie stammte aus Köln und wurde in Florenz im 14. Jahrhundert sesshaft. Als Bankiers gelangten sie allmählich zu großem Reichtum. 1586 erwarben sie den Palazzo di Bianca Cappello und 1598 den Palazzo di Valfonda, den sie auch mit dem Garten zu einem der schönsten in der Stadt machten. Francesco und Riccardo Riccardi wurden Senatoren in der Zeit von Francesco I. de’ Medici.
Vergleichbare Familien waren nur die Bardi, die Frescobaldi, die Peruzzi.
Unter dem Großherzog Ferdinando II. de’ Medici erwarb die Familie die Orte Chianni (mit Montevaso) sowie Rivalto und damit den Titel Marquese für Cosimo (1601–1649) und Gabriello Riccardi. Hinzu kam 1659 der alte Familienpalast des Großherzogs, nachdem dieser in den Palazzo Pitti gezogen war. Nach Renovierungen und Erweiterungen erhielt der Palast den Namen Palazzo Medici Riccardi. Der Bauherr Gabriello Riccardi war auch Gesandter für das Großherzogtum Toskana.
Der Dichter Riccardo Romolo Riccardi (1558–1612) hatte zu Anfang des 17. Jahrhunderts die Biblioteca Riccardiana gegründet. Ferner besaß er einen großen Bestand antiker Kunstwerke, die heute im Museo archeologico nazionale di Firenze sind.
Die Riccardi gingen Anfang des 19. Jahrhunderts nieder und mussten den Palazzo an den Staat verkaufen. 1847 starben sie aus.

## Einzelbelege
1. ↑  Friedrich Faber: Conversations-Lexicon für bildende Kunst: (Lief.1-52). 1853 (google.com [abgerufen am 17. Dezember 2022]).